# Депортиво Кали (стадион)
Стадион Депорти́во Ка́ли (исп. Estadio Deportivo Cali) — футбольный стадион, расположенный между городами Кали и Пальмира. Стадион строился на протяжении 2000-х годов и стал первой ареной в Колумбии, полностью принадлежащей профессиональному футбольному клубу. Прежде ФК «Депортиво Кали» выступал на стадионе Паскуаль Герреро, где продолжает проводить домашние матчи их принципиальнейший соперник «Америка Кали», а также менее популярная команда «Атлетико». После реконструкции Метрополитано Роберто Мелендеса в 2011 году и снижения вместимости до чуть менее 50 тыс. зрителей стадион Депортиво Кали стал первым по этому показателю в Колумбии.

## История
Решение о строительстве собственного стадиона руководство «Депортиво Кали» приняло в 1996 году. Оставалось 16 лет до празднования столетия основания клуба и необходимо было уложиться в этот срок, чтобы встретить юбилей на собственной арене. Специальная комиссия «Депортиво» изучила опыт эквадорских коллег, где за последние десятилетия при относительно скромных финансовых вливаниях смогли построить ряд качественных и современных стадионов, включая Монументаль Исидро Ромеро Карбо (наряду с Мараканой — один из крупнейших стадионов Южной Америки), Стадион ЛДУ и реконструированный Джордж Кепвелл.
В конце 1998 года появились конкретные проекты, в итоге было принято решение начать строительство к северо-востоку Кали, на половине пути по 25 шоссе до города Пальмира (однако утверждения, что стадион находится в самой Пальмире, не соответствуют действительности, арена «Депортиво Кали» на 2 км ближе к городской черте Кали, чем к Пальмире). 24 августа 2001 года был заложен первый камень, а активные работы начались 4 июля 2002. Уже 25 сентября 2003 года здесь был сыгран первый товарищеский матч молодёжных команд. 29 октября 2008 года «Депортиво Кали» сыграл на своей арене первый товарищеский матч против победителя Кубка Либертадорес 2008 ЛДУ Кито (победа 1:0). 19 ноября 2009 года на Депортиво Кали провела свой первый матч сборная Колумбии, одолевшая Нигерию со счётом 1:0 за счёт гола Радамеля Фалькао Гарсии.
Однако официальное открытие арены состоялось спустя 3 месяца, 21 февраля 2010 года. «Депортиво Кали» одолел «Депортес Киндио» со счётом 2:0, а первый официальный гол забил Джон Чаррия.
Строительство стадиона было поставлено под угрозу в 2007 году, когда на его месте были найдены древние гробницы доколумбовых цивилизаций, относящихся к культуре Малагана. Помимо 46 могил, среди которых было и захоронение шамана, были также найдены предметы керамики, костяные орудия, украшения, дренажные системы. Антрополог Национального университета Колумбии Хосе Висенте Родригес отметил, что, по всей видимости, между 500 годом до н. э. и 500 годом н. э. на данной территории главенствовал матриархат. Археологические ценности удалось спасти и в итоге стадион был благополучно достроен.